# 40e groupe de reconnaissance de division d'infanterie
Le 40e groupe de reconnaissance de division d'infanterie (40e GRDI) est une unité de l'armée française créée en 1939 qui est remis à la disposition de la 7e division d'infanterie . 

## Historique du40eGRDI
Le 16 juin 1940, le 40e GRDI est à Sancerre.

## Ordre de Bataille
- Commandant :
- Adjoint :
- Escadron Hors Rang :
- Escadron Hippomobile :
- Escadron Motorisé :
- Escadron de mitrailleuses et Canons de 25 :